# Lasioptera nodosae
Lasioptera nodosae är en tvåvingeart som beskrevs av Frederick Askew Skuse 1888. Lasioptera nodosae ingår i släktet Lasioptera och familjen gallmyggor. Inga underarter finns listade i Catalogue of Life.